# Beyssenac

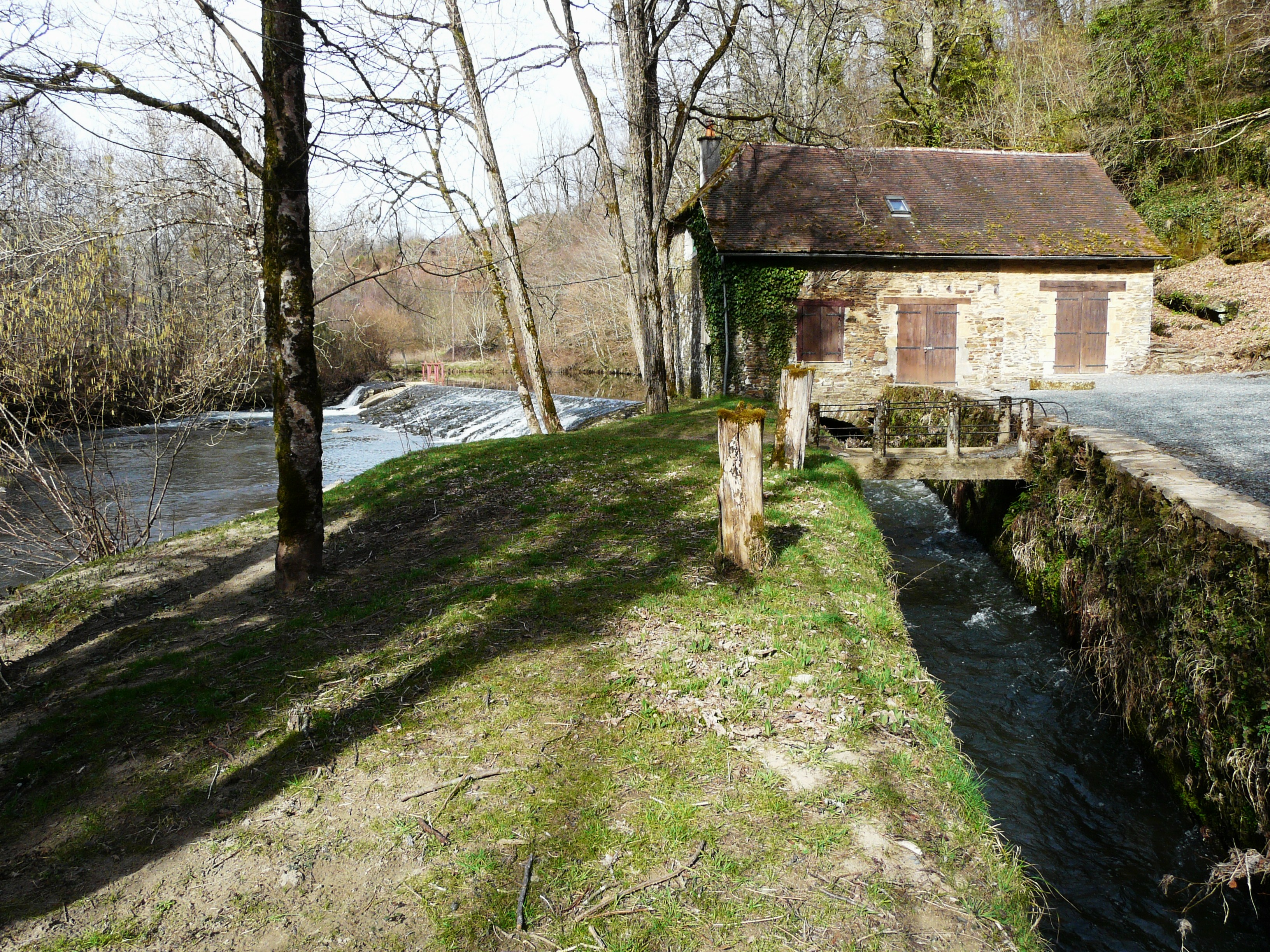
Młyn w Beyssenac (2009)

Beyssenac – miejscowość i gmina we Francji, w regionie Nowa Akwitania, w departamencie Corrèze.
Według danych na rok 1990 gminę zamieszkiwały 382 osoby, a gęstość zaludnienia wynosiła 21 osób/km² (wśród 747 gmin Limousin Beyssenac plasuje się na 305. miejscu pod względem liczby ludności, natomiast pod względem powierzchni na miejscu 381.).

## Populacja

Populacja Beyssenac w latach 1962–2008